# 235 до н. е.

## Події
- Битва під Анкірою
- Битва при Клеонах

## Народились
- король Анурадхапури Еллалан

## Померли
- цар Спарти Леонід II
- культурний та політичний діяч царства Цінь Лю Бувей
- помирає останній великий цар царів Кушанського царства Васудева. Об'єднання кушан стрімко розвалюється, Кушаншахр (вже без індійських володінь) стає одним із «царств» держави Сасанідів.